# 이브껌
《이브껌》은 롯데웰푸드에서 1972년경부터 생산하는 장미향의 무설탕 껌 제품이다. 총 용량은 17g이며, 출시 당시의 가격은 50원이다.

## 이색 패키지
《이브껌》은 밀어서 껌을 꺼내는 슬라이드 형태의 이색 패키지가 큰 특징이다. 기존 껌은 껌을 꺼낼 때 앞뒤의 껌까지 함께 붙어 나오는 경우가 있었다. 하지만, 《이브껌》은 이에 대한 문제점이 전혀 없다.